# 첸 (가수)
첸(본명: 김종대, 1992년 9월 21일 ~ )은 대한민국의 가수이자 배우이다. 대한민국의 보이 그룹 EXO 및 EXO-CBX의 일원으로, 메인 보컬을 맡고 있다.

## 개요
'첸'이라는 예명은 새벽의 별이라는 의미이며, SM 엔터테인먼트 총괄 프로듀서 이수만이 직접 지었다. SM 내 최단 연습 기간을 거치며 약 11개월 만인 2012년 4월 8일, EXO로 데뷔하였다. 데뷔 4년 뒤인 2016년 10월 31일 엑소의 첫 유닛 그룹인 '첸백시(EXO-CBX)'의 일원이 되었다. 그 후, 2019년 4월 1일 첫 솔로 앨범 《사월, 그리고 꽃》으로 솔로 가수로 데뷔하여 멜론 등 7개 음원 차트 1위를 기록하며 대중들에게 큰 사랑을 받았다. 2019년에는 개인 유튜브 채널을 개설하여 다양한 노래를 커버하는 영상을 게시하였고, 영상을 네 개 올렸을 때 구독자 수가 100만명을 돌파하며 큰 화제를 모았다. 한편, 2020년에는 결혼 및 임신 소식을 자필 편지와 함께 깜짝 발표하였다.

## 학력
- 서촌초등학교(졸업)
- 군서중학교 (졸업)
- 정왕고등학교 (졸업)
- 한서대학교 실용음악과 (학사)
- 한양사이버대학교 경영대학원 광고미디어 MBA전공 (석사)

## 생애

### 엑소 데뷔와 엑소 시작 전
1992년 9월 21일 대전직할시(현 대전광역시)에서 태어나 경기도 시흥시 정왕동에서 자랐다. 가족으로는 아버지, 어머니, 형이 있다. 첸은 실용음악학원 선생님의 추천으로 SM엔터테인먼트에 캐스팅 되어 오디션에 응시하게 되었다. 같은 멤버 백현도 그 당시 서울예대 입시장에서 캐스팅 되어 함께 같은 오디션을 응시하게 되었는데, 최종으로 두 명이 마지막 오디션까지 올라가게 되었다. 두 사람 중 한 사람이 붙겠구나 싶어서 서로 응원해주자는 말도 하였다. 결국 그 둘은 2011년 5월에 입사하였고, 백현이 첸보다 3일 먼저 입사하였다.연습생 기간 4개월 만에 그 해 9월 계획 중이던 데뷔 팀에 들어가게 되고, 그렇게 2012년 4월 8일, 첸은 그룹 EXO로 데뷔하게 된다. 백현과 더불어 SM가수들 중 연습기간이 최단이라고 한다.
한국인 멤버들이 활동하는 EXO-K와 주로 중국인 멤버들이 활동하는 EXO-M 중 한국인 임에도 불구하고 시우민과 함께 EXO-M에 들어가게 되는데, 중국에서 활동하고 싶은 마음이 있었기 때문이라고 밝혔다. 그래서 인지, 데뷔 초에는 한국어 잘하는 중국인이라는 오해를 많이 받았다고 한다. 2011년 12월 29일 SBS 가요대전 무대에서 첫 공개되었으며, EXO 멤버 중 4번째로 공개되었다.
첸은 2012년 4월 8일 EXO-M으로서 중국 《음악풍운방》 시상식에 참석해 성공적인 데뷔 무대를 가졌다. 또한 중국에서 오픈된 엑소엠의 타이틀 곡 '마마'는 공개되자마자 시나 뮤직, 왕이 뮤직 등 중국의 각종 음악사이트에서 1위를 차지했다. 엑소는 그 해에 《제19회 대한민국연예예술상》《Mnet Asian Music Awards》 등에서 신인상을 받으며 계속하여 인기를 얻었다. 팀 내 메인보컬답게 미성이지만 다양한 장르와 넓은 음역대를 소화할 수 있는 그는 고음을 가장 안정적으로 소화하기 때문에 EXO-M 곡의 고음 애드립을 거의 대부분 담당했다.
2013년 발매된 정규 1집 《XOXO(Kiss&Hug)》로 판매 100만장을 돌파하며 김건모-god 이후 12년 만에 새로운 밀리언셀러의 탄생을 알리며 큰 화제를 모았다. 첸은 이러한 음악활동 뿐만 아니라, 2015년에는 뮤지컬《인더하이츠》의 '베니' 역할을 맡아, 꾸준히 다른 분야에 도전하며 입지를 넓혀갔다.

### 엑소 내 첫 유닛 그룹 '첸백시(EXO-CBX)'
'첸백시'는 엑소 첸과 백현 그리고 시우민으로 이루어진 유닛 그룹이다. 본격적인 유닛 결성 전, 이 세 사람은 2016년 7월 엑소디움 콘서트 VCR과 드라마 《달의 연인 - 보보경심 려》의 OST '너를 위해'로 호흡을 맞추었다. 유닛 결성의 계기는 첸, 백현, 시우민의 헬스 트레이너가 ‘너희 키도 비슷하니까 회사에 물어봐서 해봐’라고 하여 회사에 먼저 건의해서 이루어지게 된거라고 한다.
2016년 10월 31일 《미니 1집 Hey Mama!》를 발매하며 유닛활동을 본격적으로 시작하였다. 공개 직후 첫 멜론, 지니 차트에서 앨범 전곡 줄 세우기가 이루어졌고, 타이틀곡 'Hey Mama!'는 멜론, 지니, 네이버뮤직, 엠넷, 몽키3뮤직, 올레뮤직 등 6개 음원 사이트에서 1위로 진입했다. 또한 발매 첫 주 판매량인 초동 판매량은 16만 장을 돌파하였다. 첸은 메인보컬을 맡았다.

### 솔로 가수로의 도전
첸은 2019년 4월 1일 첫 번째 미니앨범《사월, 그리고 꽃》을 발매하며 엑소 멤버들 중 대한민국 내에서는 첫 번째로 솔로가수로 데뷔하였다. 솔로앨범은 첸이 먼저 제안을 했고, 솔로앨범을 내고 싶다고 말하였을 때 회사측에서 흔쾌히 수락해줬다고 말했다. 이전에도 작사 경험이 있었던 첸은 이번 미니앨범 수록곡인 '꽃'의 작사에 참가하기도 하였다.
앨범 발매와 동시에 타이틀곡 ‘사월, 그리고 꽃’은 한터차트, 신나라레코드를 비롯한 주요 음반 차트에서 일간 1위를 차지하였다. 이번 앨범은 중국 최대 음악 사이트 QQ뮤직을 비롯한 쿠거우뮤직, 쿠워뮤직 디지털 앨범 판매 차트에서 1위를 차지했을 뿐만 아니라 QQ뮤직 뮤직비디오 차트 한국 음악 부문에서도 '사월이 지나면 우리 헤어져요 (Beautiful goodbye)' 뮤직비디오가 1위에 오르는 등 해외 팬들의 높은 관심을 얻었다. 아이튠즈 종합 앨범 차트에서 전 세계 33개 지역 1위를 기록하였으며 앨범 발매 6일차에는 초동 판매량 10만장을 돌파하여 성공적인 솔로 데뷔를 하였다. 또한 MBC 《쇼 음악중심》과 SBS 《인기가요》에서 1위를 차지하였고, 개인 유튜브 채널에 꾸준히 커버 영상을 올리며 현재도 음악적으로 나날이 성장하고 있다.
2019년 10월 1일 두번째 미니앨범 《사랑하는 그대에게》로 컴백하였다.

### 결혼
2020년 1월 13일, 첸은 비연예인 연인과 결혼한다고 밝히며, 연인이 임신한 사실도 자필 편지와 함께 밝혔다. 또한 SM 엔터테인먼트는 2020년 2월 20일, 논란에도 불구하고 라인업에 변화가 없을 것이라고 발표했다.

## 음반 활동

### 솔로 음반

#### 개인 음반
| 제목            | 앨범 정보 | 최고 차트 순위 | 최고 차트 순위 | 판매량               |
| 제목            | 앨범 정보 | 대한민국 가온  | 미국 월드      | 판매량               |
| --------------- | --- | -------------- | -------------- | -------------------- |
| 사월, 그리고 꽃 | - 발매일: 2019년 4월 1일 - 레이블: 아이리버 - 포맷: CD, 디지털 다운로드 트랙 리스트 1. 꽃 (Flower) 2. 사월이 지나면 우리 헤어져요 (Beautiful goodbye) 3. 하고 싶던 말 (Sorry not sorry) 4. 사랑의 말 (Love words) 5. 먼저 가 있을게 (I'll be there) 6. 널 그리다 (Portrait of you) | 2              | 3              | - 대한민국: 188,316+ |

#### 참여 음반
| 발매연도 | 가수명                     | 곡명                                  | 앨범 이름                                                                |
| -------- | -------------------------- | ------------------------------------- | ------------------------------------------------------------------------ |
| 2014년   | 종현(샤이니) & CHEN(EXO)   | '하루(A Day Without You)'             | 《S.M. THE BALLAD Vol.2 'Breath》                                        |
| 2014년   | 첸(CHEN)                   | '최고의 행운'                         | SBS 드라마 《괜찮아, 사랑이야》 O.S.T Part.1                             |
| 2015년   | 첸(CHEN)                   | '사랑했지만'                          | 《SBS 2015가요대전 Limited Edition》                                     |
| 2016년   | 첸(CHEN) & 펀치(PUNCH)     | 'Everytime'                           | KBS 드라마 《태양의 후예》 O.S.T Part.2                                  |
| 2016년   | 첸(CHEN) & 헤이즈 & 바이브 | '썸타 (Lil' Something)'               | 《SM STATION》                                                           |
| 2016년   | 바이브                     | '썸타 (Acoustic Ver.)(Feat. 첸(CHEN)) | 바이브 정규 7집 《Repeat》                                               |
| 2016년   | 첸(CHEN) & 찬열(CHANYEOL)  | '다시 사랑한다면'                     | 《투유 프로젝트 - 슈가맨》 Part. 32                                      |
| 2016년   | 첸 & 백현 & 시우민 (EXO)   | '너를 위해'                           | SBS 드라마 《달의 연인 - 보보경심 려》 (with 시우민 & 백현) O.S.T Part.1 |
| 2016년   | 수호(SUHO) & 첸(CHEN)      | 'Beautiful Accident'                  | 영화 《Beautiful Accident (美好的意外)》 (with 수호) OST                 |
| 2016년   | Alesso & 첸(CHEN)          | 'Years'                               | SM STATION 《Years》                                                     |
| 2017년   | 다이나믹 듀오 & 첸(CHEN)   | '기다렸다 가'                         | 《Mixxture Project Vol.1》                                               |
| 2017년   | 첸(CHEN)                   | '안녕 못해(I'm Not Okay)'             | MBC 드라마 《미씽나인》 O.S.T                                            |
| 2017년   | 10cm & 첸(CHEN)            | 'Bye Babe'                            | 《SM station S2 31st》                                                   |
| 2019년   | 첸(CHEN)                   | '벚꽃연가'                            | tvN 드라마 《백일의 낭군님》 O.S.T                                       |
| 2019년   | 첸(CHEN)                   | 'Make it count'                       | tvN 드라마 《진심이 닿다》 O.S.T                                         |
| 2019년   | 임한별                     | '오월의 어느 봄날 (Feat. 첸(CHEN))'   | 《오월의 어느 봄날》                                                     |

2019년
첸(CHEN)
Rainfall

#### 작사
| 발매연도 | 가수명          | 곡명                   | 앨범 이름                                   | 참여부문  |
| -------- | --------------- | ---------------------- | ------------------------------------------- | --------- |
| 2015년   | EXO             | '약속'                 | 《LOVE ME RIGHT - The 2nd Album Repackage》 | 공동 작사 |
| 2016년   | EXO             | '꿈 (She’s Dreaming)'  | 《LOTTO - The 3rd Album Repackage》         | 작사      |
| 2017년   | 10cm & 첸(CHEN) | 'Bye Babe'             | 《SM station S2 31st》                      | 공동 작사 |
| 2017년   | EXO             | 'Ko Ko Bop'            | 《THE WAR - The 4th Album》                 | 공동 작사 |
| 2017년   | EXO             | '너의 손짓 (Touch It)' | 《THE WAR - The 4th Album》                 | 공동 작사 |
| 2017년   | EXO             | 'Lights Out'           | 《Universe - 겨울 스페셜 앨범, 2017》       | 작사      |
| 2018년   | EXO             | 'Love Shot'            | 《LOVE SHOT - The 5th Album Repackage》     | 공동 작사 |
| 2019년   | 첸(CHEN)        | '꽃 (Flower)'          | 《사월, 그리고 꽃 - The 1st Mini Album》    | 공동 작사 |

## 음반 외 활동

### 방송
| 연도   | 날짜                               | 방송사     | 프로그램                        |
| ------ | ---------------------------------- | ---------- | ------------------------------- |
| 2013년 | 8월 17일, 8월 31일, 9월 14일       | KBS        | 《불후의 명곡 전설을 노래하다》 |
| 2013년 | 11월 28일 ~ 2014년 2월 13일        | MBC every1 | 《EXO's 쇼타임》                |
| 2014년 | 2014년 5월 9일 ~ 2014년 5월 30일   | Mnet       | 《뜨거운 순간 xoxo, EXO》       |
| 2014년 | 2014년 8월 15일 ~ 2014년 10월 31일 | Mnet       | 《EXO 90:2014》                 |
| 2015년 | 2015년 8월 23일 ~ 2015년 8월 30일  | MBC        | 《미스터리 음악쇼 복면가왕》    |
| 2016년 | 2016년 2월 24일                    | MBC        | 《라디오 스타》                 |
| 2016년 | 2016년 2월 24일                    | JTBC       | 《투유 프로젝트 - 슈가맨》      |
| 2016년 | 2016년 7월 7일                     | KBS        | 《해피투게더》                  |
| 2019년 | 2019년 4월 10일                    | MBC        | 《라디오 스타》                 |
| 2019년 | 2019년 4월 13일                    | tvN        | 《놀라운 토요일 - 도레미 마켓》 |

### 뮤지컬
| 연도   | 날짜                | 제목           | 배역   | 공연장                |
| ------ | ------------------- | -------------- | ------ | --------------------- |
| 2015년 | 9월 4일 ~ 11월 22일 | 《인더하이츠》 | '베니' | 블루스퀘어 아이마켓홀 |
| 2016년 | 1월 6일 ~ 1월 7일   | 《인더하이츠》 | '베니' | 대전예술의전당 아트홀 |

### 라디오
- 스페셜 DJ

| 날짜            | 채널    | 프로그램                        |
| --------------- | ------- | ------------------------------- |
| 2013년 9월 16일 | KBS 2FM | 《슈퍼주니어의 Kiss the Radio》 |
| 2016년 1월 11일 | KBS 2FM | 《슈퍼주니어의 Kiss the Radio》 |

### 홍보대사
| 날짜       | 홍보대사                   |
| ---------- | -------------------------- |
| 2014년 2월 | 서울특별시 강남구 홍보대사 |
| 2018년 6월 | 행정안전부 홍보대사        |

## 쇼케이스

### 첸, 사월의 버스킹
| 개최일         | 도시 | 국가     | 개최지         |
| -------------- | ---- | -------- | -------------- |
| 2019년 4월 1일 | 서울 | 대한민국 | SMTOWN THEATER |

## FAN·CON

### 2024 CHEN FAN-CON "Beyond The Door"
| 개최일           | 도시         | 국가       | 개최지                  |
| ---------------- | ------------ | ---------- | ----------------------- |
| 2024년 9월 21일  | 서울         | 대한민국   | 동덕여대 100주년 기념관 |
| 2024년 9월 22일  | 서울         | 대한민국   | 동덕여대 100주년 기념관 |
| 2024년 10월 25일 | 타이베이     | 대만       | 레거시 테라             |
| 2024년 11월 2일  | 방콕         | 태국       | 센트럴 월드 라이브 홀   |
| 2024년 11월 8일  | 쿠알라룸푸르 | 말레이시아 | 메가스타 아레나         |
| 2024년 11월 23일 | 마닐라       | 필리핀     | 뉴 프론티어 극장        |

## 팬미팅

### 2023 CHEN's B DAY "LOVE WORD"
| 개최일          | 도시 | 국가     | 개최지                      |
| --------------- | ---- | -------- | --------------------------- |
| 2023년 9월 21일 | 서울 | 대한민국 | 신한플레이 스퀘어 라이브 홀 |

## 수상 내역

### 개인

#### 시상식
| 연도   | 시상식                    | 시상부문                 | 노래                               |
| ------ | ------------------------- | ------------------------ | ---------------------------------- |
| 2017년 | 2017 MAMA                 | 베스트 콜라보레이션 부문 | '기다렸다 가' (with 다이나믹 듀오) |
| 2017년 | MMA                       | 랩/힙합 부문             | '기다렸다 가' (with 다이나믹 듀오) |
| 2018년 | KoreanUpdates Awards 2018 | 2018 올해의 OST          | '벚꽃 연가' (백일의 낭군님 OST)    |

#### 가요 프로그램 1위
| 연도   | 날짜      | 방송사    | 프로그램        | 노래                               |
| ------ | --------- | --------- | --------------- | ---------------------------------- |
| 2017년 | 2월 5일   | SBS       | 《인기가요》    | '기다렸다 가' (with 다이나믹 듀오) |
| 2019년 | 4월 13일  | MBC       | 《쇼 음악중심》 | 사월이 지나면 우리 헤어져요        |
| 2019년 | 4월 14일  | SBS       | 《인기가요》    | 사월이 지나면 우리 헤어져요        |
| 2019년 | 10월 11일 | KBS2      | 《뮤직뱅크》    | 우리 어떻게 할까요                 |
| 2019년 | 10월 23일 | MBC MUSIC | 《쇼 챔피언》   | 우리 어떻게 할까요                 |